# جوائز الشاشة
جوائز الشاشة هو حفل توزيع جوائز سنوي يعقد في الهند تكريم لاعمال الفنية المتميزة في بوليود.يتم ترشيح واختيار الجائزة من قبل لجنة من المتخصصين في هذه الصناعة.

## تاريخ
جوائز الشاشة بدأها رئيس مجموعة إكسبريس السيد فيفيك جونكا عام 1994 تركز على التميز في الأفلام في الهند.

## فئات الجوائز
- أفضل ممثّل
- أفضل ممثّلة
- أفضل فيلم
- أفضل مخرج
- أفضل ممثّل
- أفضل ممثّلة
- أفضل ممثّل مساعد
- أفضل ممثّلة مساعدة
- أفضل شرّير
- أفضل مهرّج
- أفضل شاعر غنائيّ
- أفضل قصة
- أفضل سيناريو
- أفضل حوار
- أفضل موسيقى خلفية
- أفضل تحرير
- المؤثرات الخاصة
- أفضل عمل
- أفضل تصوير سينمائي
- أفضل تصميم الرقصات